# Michel Hendrix
Michel Hendrix (* 1. September 1987 in Kessel) ist ein niederländischer Springreiter.

## Werdegang
Hendrix spielte in seiner Kindheit Fußball, begann erst mit 12 Jahren zu reiten. 2007 gewann er im Sattel von Vivace Team-Bronze bei der Europameisterschaft der Jungen Reiter. 2008 gewann er die Bronzemedaille bei den niederländischen Meisterschaften der Jungen Reiter und Team-Silber bei den Europameisterschaften in Prag.
Nach seiner Ausbildung absolvierte er Praktika bei Emil Spadone in den USA und bei Ludger Beerbaum in Deutschland.
2009 gewann er die Großen Preise von Deurne, Hulsterlo und Neeroeteren. 2010 siegte er in den Großen Preisen von Asten und Neeroeteren.
Seit 2009 ist er Mitglied des Rabobank Talent Team.

## Pferde (Auszug)
aktuell:
- Triple (* 2000), dunkelbraune KWPN-Stute, Vater: Gran Corrado, Muttervater: Purioso, Besitzer: Stal Hendrix
- Noble 1 (* 1996), KWPN, Fuchswallach, Vater: Noble Sire, Vater: Diskus Züchter: MTS Hendrix, Besitzer: Stal Hendrix
- Wimette (* 2004) braune KWPN-Stute, Vater: Karandasj, Muttervater: Burggraaf,

ehemalig:
- Uwwalon (* 2001), KWPN, Rappwallach, Vater: Burggraaf, Muttervater: Herannus, seit 2011 von Michelle Spadone geritten.